# Château de Lauzun
Le château de Lauzun est situé sur le territoire de la commune de Lauzun.

## Histoire

### Les seigneurs de Lauzun
Le château de Lauzun apparaît dans les chartes en 1259 quand Bégon de Caumont et ses frères, Anissant et Guiscard, parsonniers pour le castrum de Lauzun rendent hommage à Alphonse de Poitiers.
Par  une charte de 1211,  on sait que leur père, Nompar de Caumont, est seigneur de Lauzun,.
La seigneurie de Lauzun est passée des Caumont de Lauzun aux Gontaut-Biron dans le premier quart du XVIIIe siècle. Mais on sait que Pierre de Gontaut rend hommage au roi Philippe le Bel pour ses châteaux de Biron, Gontaut et Lauzun en 1294 et ils ont été plusieurs fois qualifiés de seigneurs de Lauzun entre la fin du XIIIe siècle et le milieu du XIVe siècle. Peut-être y a-t-il eu une coseigneurie à cette époque. Lauzun est devenu une baronnie au XIVe siècle.
Pendant les guerres de religion la branche aînée des Caumont, les Caumont-La-Force, est devenue protestante, tandis que la branche cadette, les Caumont-Lauzun est restée catholique. Le 4 août 1565, François de Caumont accueille le roi Charles IX, avec Catherine de Médicis et la cour. La baronnie est érigée en comté en 1570 mais François de Caumont meurt peu après. En 1576, le château reçoit le roi de Navarre (futur roi de France) Henri de Navarre. La seigneurie est érigée en duché en 1692.
Le duché de Lauzun est passé aux Gontaut-Biron en 1723,à la mort d'Antonin Nompar de Caumont qui le transmet à sa nièce Marie-Antoinette, mariée à Charles-Armand de Gontaut-Biron. Armand-Louis de Gontaut Biron a été le dernier duc de Lauzun et a été guillotiné en 1793 et n'a eu d'autre héritier que son père, Charles Antoine de Gontaut, qui lui avait transmis le duché et qui est mort en 1798. Le château a alors été mis en vente et a été acheté en 1807 par Joseph Nicolas Becquey-Beaupré. Il est de nouveau vendu en 1837.
Le château a été acheté en 1990 par M. et Mme Pierre Baron. Ils ont restauré le château pendant 15 ans et ouvert à la visite. Ils ont décidé de le mettre en vente en 2014.

### Le bourg et le château
Le  bourg est né autour du château. Ce bourg était entouré d'un rempart et d'un fossé au XIIIe siècle. Deux tours sont conservées. On ne connaît pas l'état du château avant le XVIe siècle. Il ne semble pas que le château ait joué un rôle important pendant la  guerre de Cent Ans. En 1438 le château est pris par Rodrigue de Villandrando et sa compagnie de mercenaires espagnols.

### Le château avant leXVIesiècle
Les fouilles archéologiques entreprises dans les années 1990 ont permis de préciser les dates des parties anciennes du château. Le donjon dégagé par les fouilles date de la fin du XIIe siècle ou du début du XIIIe siècle. Il est complété par une salle, peut-être une chapelle. Aux XIVe – XVe siècles est ajouté un vaste corps de logis. Le donjon quadrangulaire roman avait été arasé et servi de dépotoir au XIXe siècle.

### Le château à partir duXVIesiècle
Toutes les parties du château antérieures au XVe siècle ont été détruites après 1807.
L'inventaire du château après la mort de François de Caumont, premier comte de Lauzun, en 1570, permet de connaître l'état à cette date. Il cite la « grande tour carrée », le « corps du château » avec plusieurs chambres hautes et basses accolées à la tour et le « grand château » qui est desservi par « une vis ». Une chapelle dédiée à sainte Catherine devait exister dans le château mais n'est pas citée dans ce texte mais dans un acte de 1575.
C'est son fils, Gabriel-Nompar de Caumont, qui entreprend en 1576 la construction de l'aile au-dessus des fossés des remparts de près de 60 m de long. Cette construction va entraîner la démolition de la salle du XIIIe siècle et le transfert de la chapelle Sainte-Catherine dans la nouvelle aile d'un seul étage sur une cave immense. La chapelle était située à l'extrémité sud-est de la nouvelle aile, près de l'entrée du château, avec son entrée. Dans la suite, une série de pièces d'apparat (chambre du duc, salle des gardes ou grande salle, chambre du roi avec ses annexes) avec des cheminées monumentales. Elles sont peut-être l'œuvre de Pierre Souffron car son père vivait à Lauzun en 1594. En pendant de la porte de la chapelle a été placée une porte monumentale encadrée par des colonnes corinthiennes de marbre et des niches, surmontée d'un fronton. L'aile est recouverte d'une toiture en forte pente avec une charpente en carène servant de grenier, garnie à la base de lucarnes.
La partie résidentielle du château est étendue au XVIIe siècle par doublement à l'ouest du vieux corps de logis par un corps de bâtiment divisé en salles voûtées en briques. Ce nouveau bâtiment est appelé "grottes" dans la description du château de 1784. Le corps de logis médiéval est allongé d'une pièce pour porter cette aile à la même longueur que l'aile Renaissance.
Les fouilles archéologiques entreprises en 1991 ont permis de découvrir en 1992 qu'un double péristyle reliant les deux ailes du château dans le prolongement des murs de la chapelle. La cour trapézoïdale qui était limitée par les deux ailes et le  péristyle était pavée.
Au nord de la cour a été construit un bâtiment appelé le "Dôme" reliant l'aile Renaissance au bâtiment médiéval près de la tour où étaient placées les cuisines. L'étude dendrochronologique de la  charpente a montré qu'il a été construit entre 1677 et 1689. La description du château de 1784 le dit vieux de 90 ans. On peuc dont le dater de 1685.
Au XVIIIe siècle, les ducs de Lauzun sont plus souvent à la cour que dans leur château qui est donc dans un état de relatif abandon. La cour est remblayée et le péristyle est partiellement détruit avant 1784 en ne conservant que quelques colonnes. Des escaliers sont construits, un en avant du dôme et un second devant la chapelle Renaissance.
Le château a été classé monument historique pour les deux cheminées monumentales et l'autel votif romain situé dans le parc le 1er mai 1923 et l'ensemble des façades et des toitures le 1er octobre 1963.

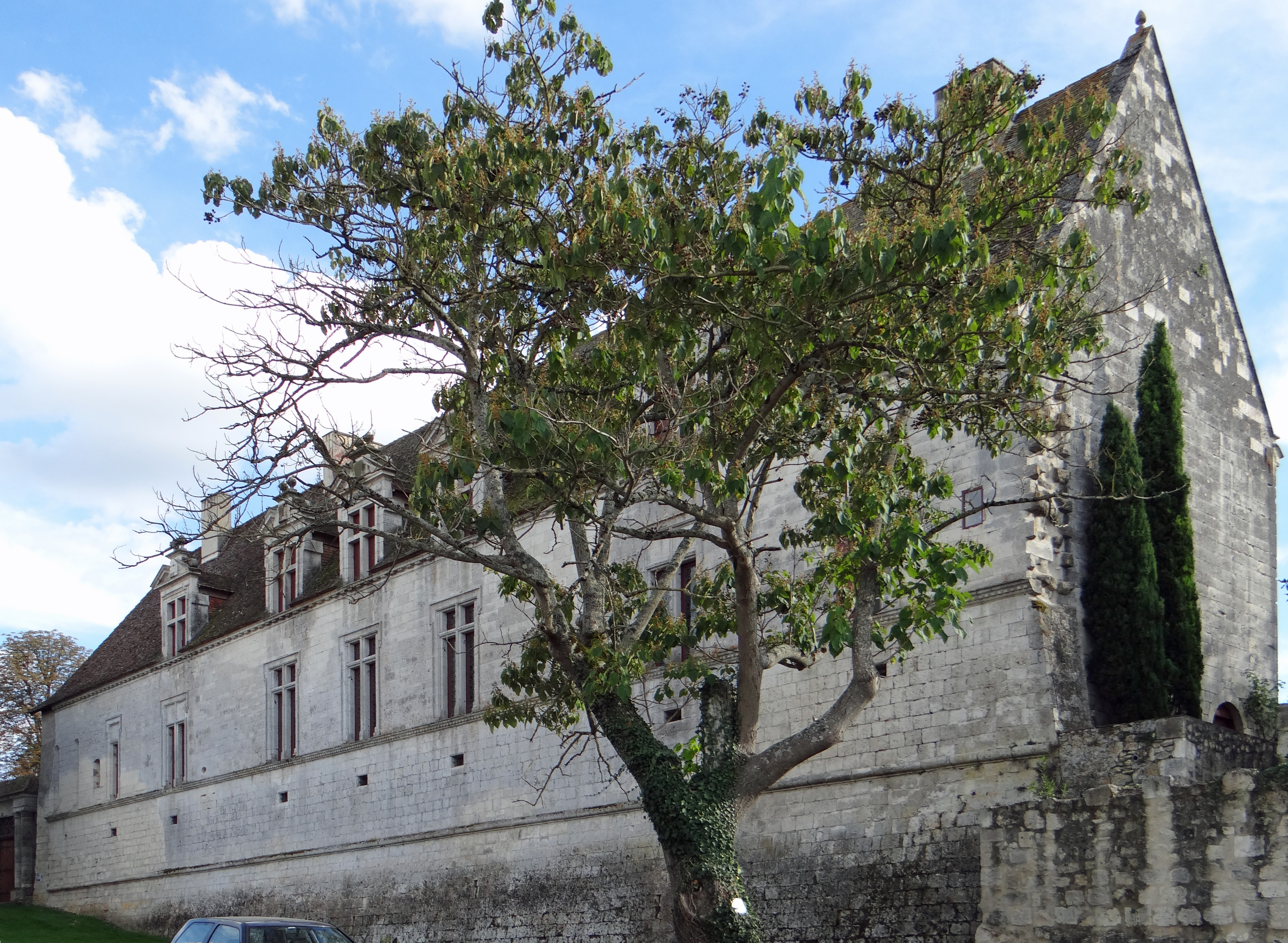
L'aile Renaissance.
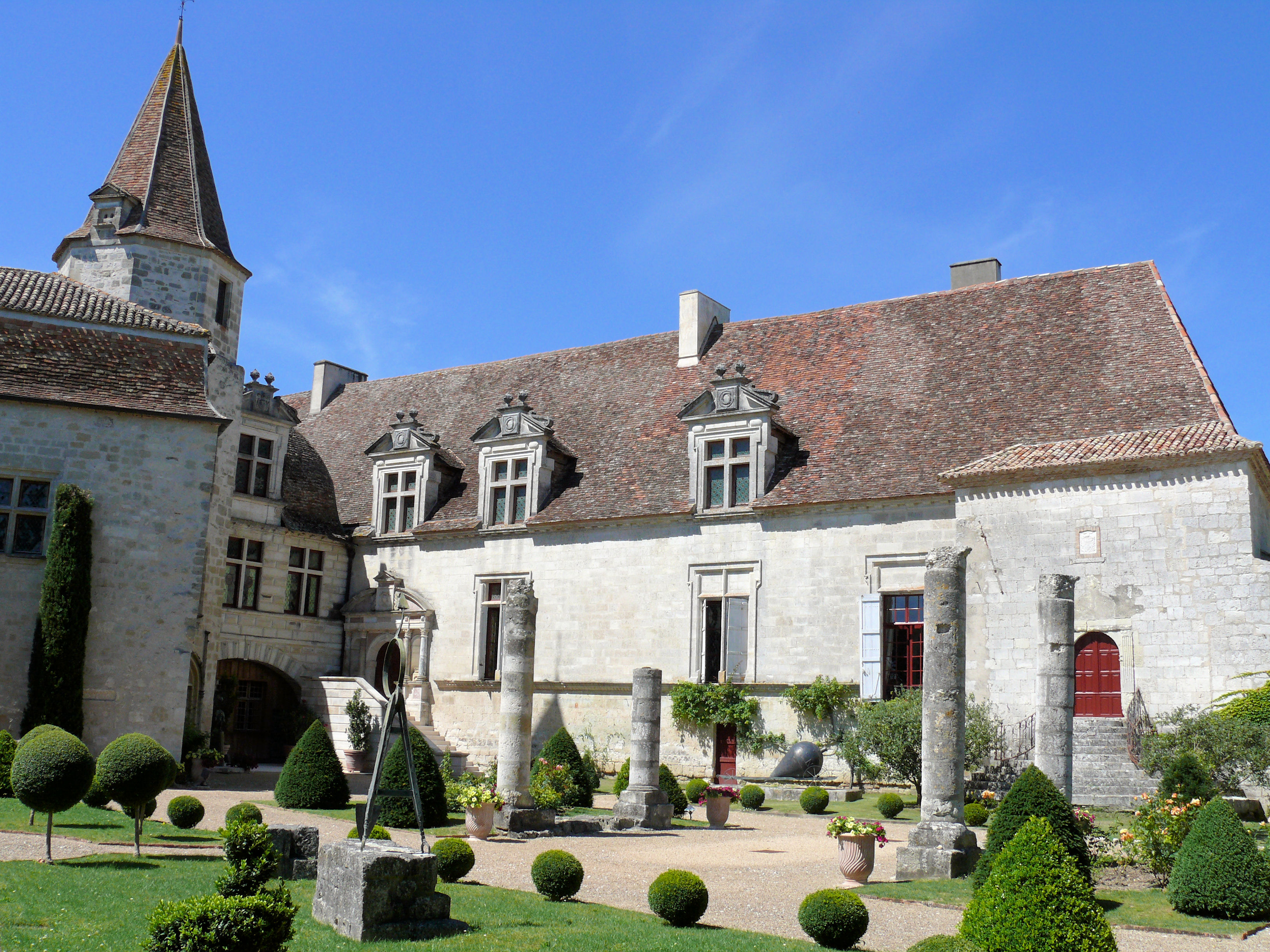
L'aile Renaissance entre le "Dôme" et la chapelle avec les colonnes, vestiges du péristyle.
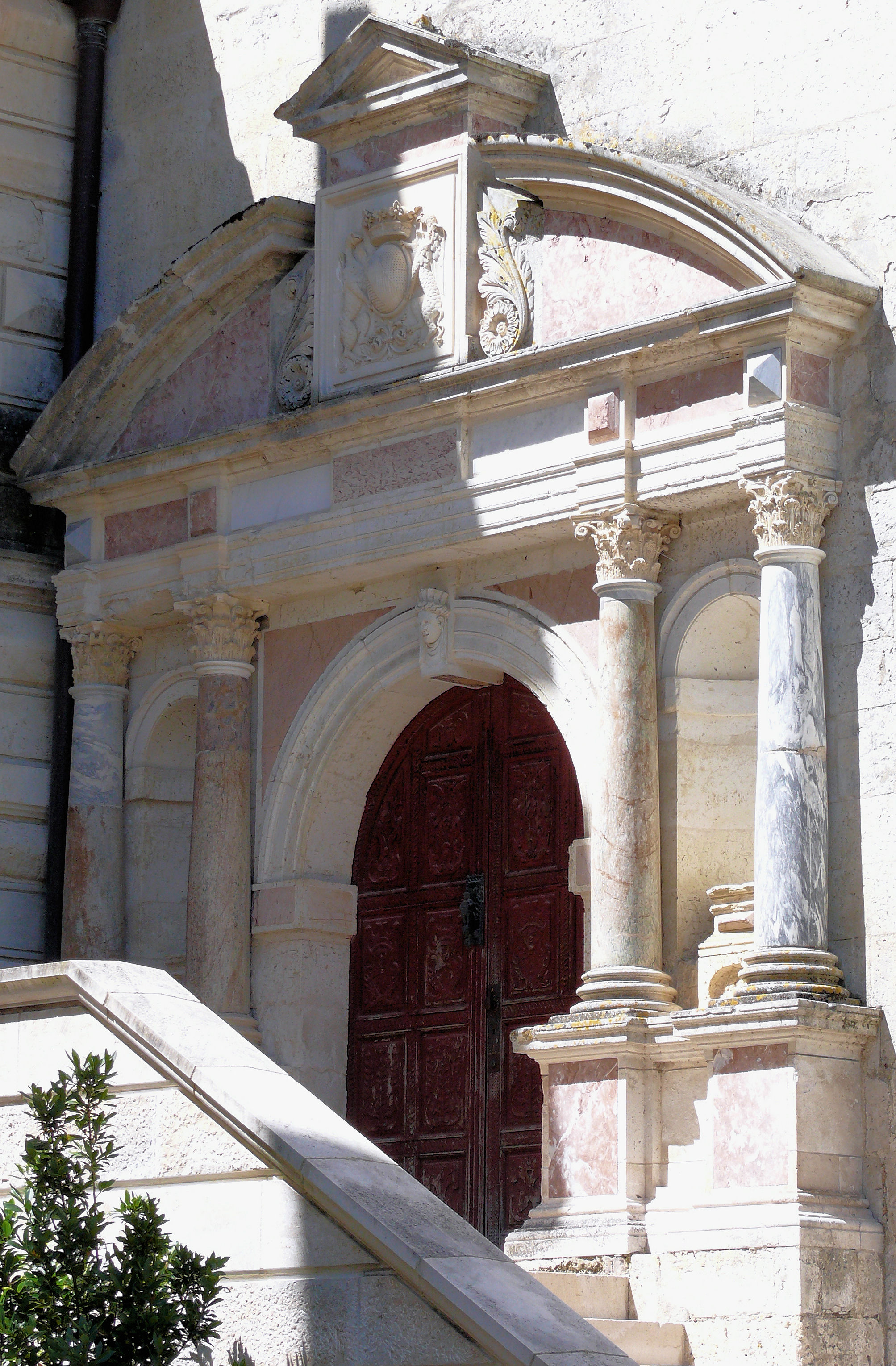
La porte des appartements d'apparat de l'aile Renaissance.
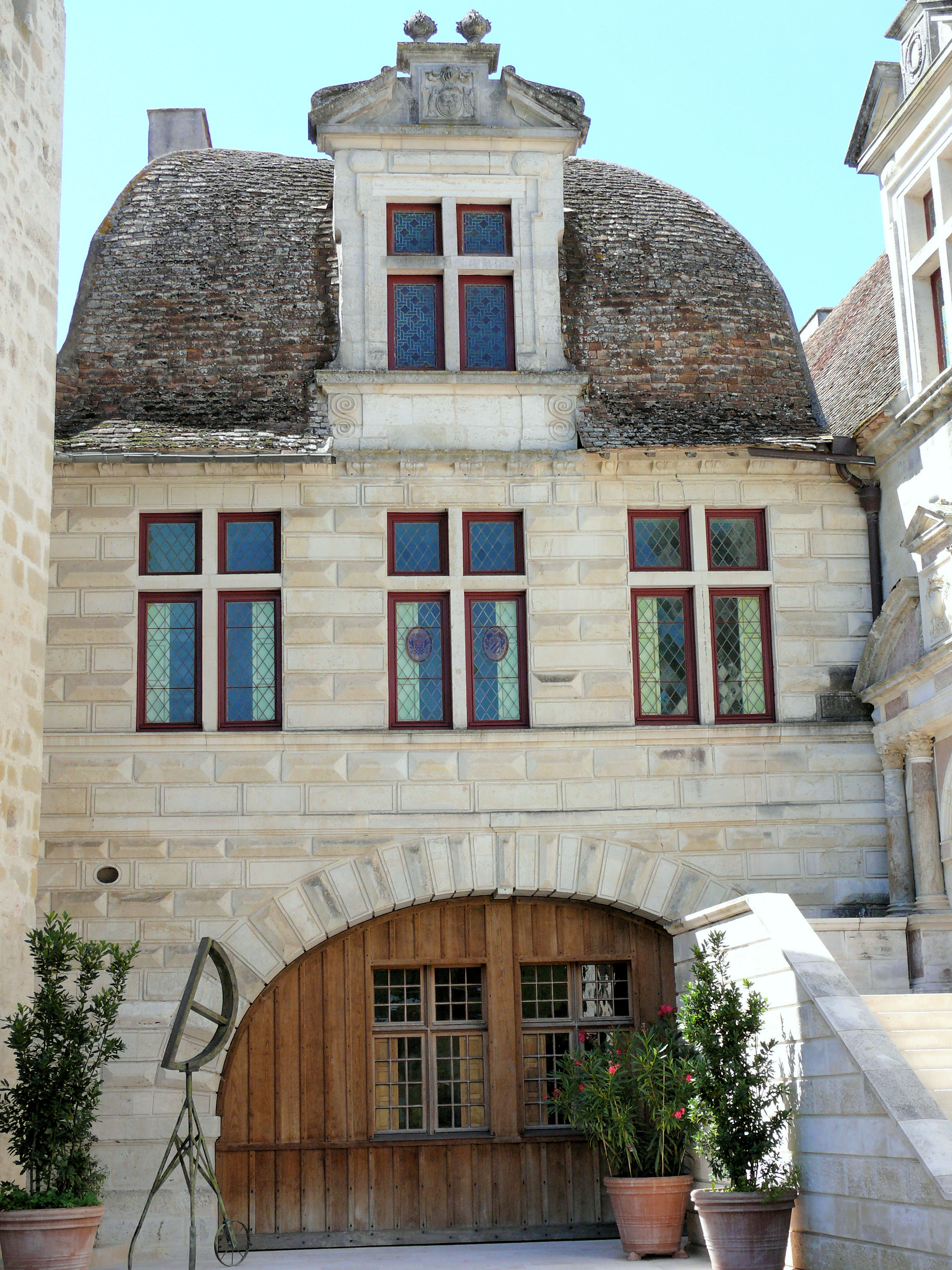
Le « Dôme » du XVIIe siècle.